# Kentaro Kawatsu
Kentaro Kawatsu (n. 26 septembrie 1914, Hiroshima, Japonia – d. 23 martie 1970) a fost un înotător ce a reprezentat Japonia, medaliat olimpic. A participat la o ediție a Jocurilor Olimpice (1932) în care a câștigat o medalie de bronz.

## Participări
Lista de mai jos prezintă principalele competiții la care a participat Kentaro Kawatsu de-a lungul carierei.
- swimming at the 1932 Summer Olympics – men's 100 metre backstroke[*]